# Store Molla
Store Molla oder Bukt-molla ist eine Meeresbucht in der Gemeinde Lebesby im Fylke Finnmark, Norwegen. Store Molla wird oft mit Stormolla verwechselt, einer Insel der Lofoten.